# Roasio
Roasio är en kommun i provinsen Vercelli i regionen Piemonte, Italien.Kommunen hade 2 336 invånare (2018).